# حسين عياد
حسين عياد (19 ديسمبر 1983) لاعب كرة قدم بحريني يلعب حاليا لصالح نادي الدرجة الأولى المنامة البحريني في مركز قلب الدفاع من 2004 كما يجيد اللعب في مراكز قلب الدفاع والوسط المدافع والوسط الأيمن.

## الإنجازات

### الأهلي
- كأس ملك البحرين (1): 2003